# Tōkaidō

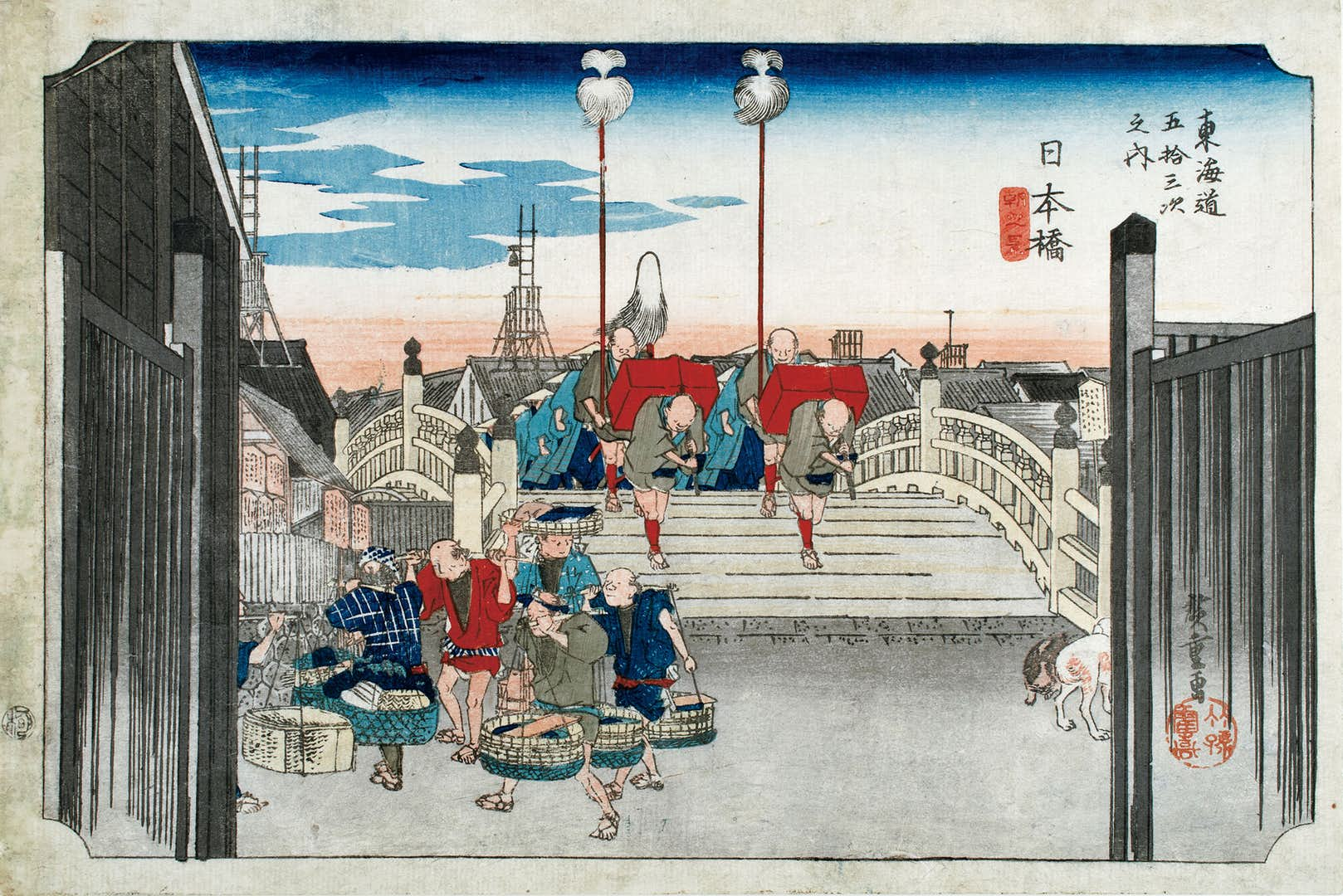
Nihonbashi, första station från Edo

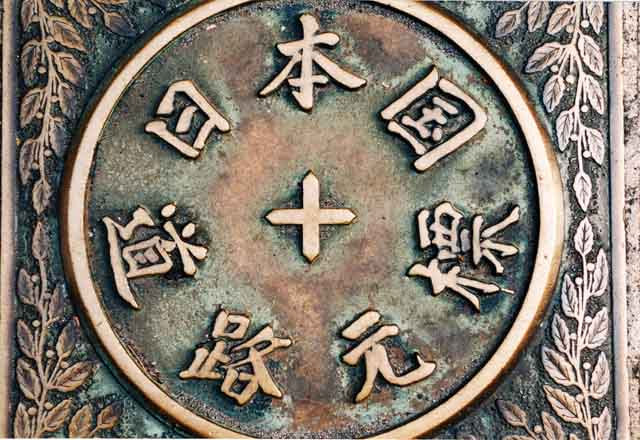
"Nollpunkten" på Nihonbashi, härifrån utgår all avståndsmätning i Japan

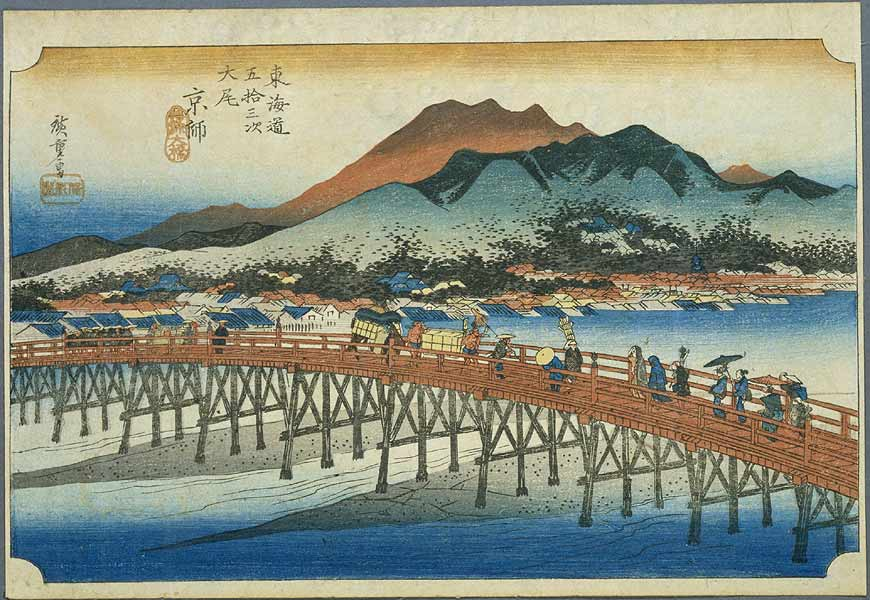
Sanjō Ōhashi, första station från Kyoto

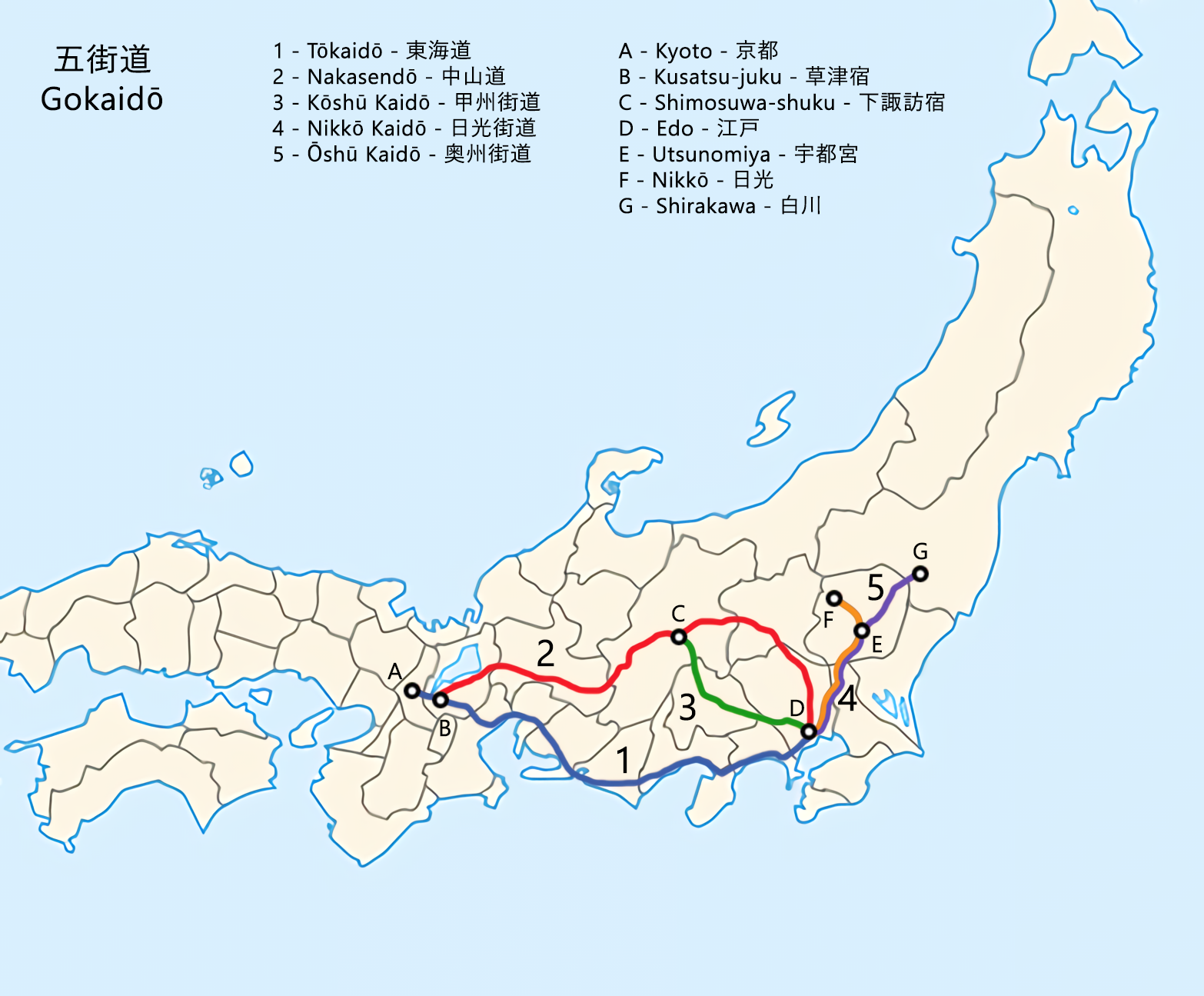
Tōkaidōs rutt

Tōkaidō (japanska  (東海道?) Tōkaidō, "Östra kustvägen") var en av de fem stora färdlederna, Gokaidō (de fem vägarna), i Japan under Edoperioden.

## Vägen
Tōkaidō sträckte sig från shogunatets huvudstad Edo (nutida Tokyo) till kejsarens huvudstad Kyoto längs Honshu-öns södra kust.
Vägen var cirka 492 kilometer lång och började (som de övriga av de fem gokaido-vägarna) på Nihonbashi (Japanbron) i Chūō, Edo, och slutade på Sanjō Ōhashi (Tredje bron) i Higashiyama, Kyoto. Tōkaidō sammanstrålade med Nakasendō i "Kusatsu-juku" (station nr 52).
Ett bud kunde färdas mellan städerna (med byten längs vägen) på cirka 90 timmar.
Tōkaidō hade från början 53 så kallade "shukuba" (rastplatser) längs sin sträcka och kring dessa växte med tiden fram honjin (övernattningsbostäder för adelsmän och ämbetsmän) och hatago (härbärgen för vanliga resenärer) och stationerna växte sakteligen till byar. Efterleden -shuku eller -juku i många japanska ortnamn erinrar ofta om ett rastställe vid exempelvis Tokaido.
De ursprungliga stationerna var:

### Tokyo prefektur
| Nr | Stationsnamn        | Nr | Stationsnamn                        | Nr | Stationsnamn |
| -- | ------------------- | -- | ----------------------------------- | -- | ------------ |
| X  | Nihonbashi (日本橋) | 1  | Shinagawa-shuku (品川宿), Shinagawa |    |              |

### Kanagawa prefektur
| Nr | Stationsnamn                      | Nr | Stationsnamn                          | Nr | Stationsnamn                          |
| -- | --------------------------------- | -- | ------------------------------------- | -- | ------------------------------------- |
| 2  | Kawasaki-juku (川崎宿), Kawasaki  | 3  | Kanagawa-juku (神奈川宿), Kanagawa-ku | 4  | Hodogaya-juku (程ヶ谷宿), Hodogaya-ku |
| 5  | Totsuka-juku (戸塚宿), Totsuka-ku | 6  | Fujisawa-shuku (藤沢宿), Fujisawa     | 7  | Hiratsuka-juku (平塚宿), Hiratsuka    |
| 8  | Ōiso-juku (大磯宿), Ōiso          | 9  | Odawara-juku (小田原宿), Odawara      | 10 | Hakone-juku (箱根宿), Hakone          |

### Shizuoka prefektur
| Nr | Stationsnamn                       | Nr | Stationsnamn                     | Nr | Stationsnamn                     |
| -- | ---------------------------------- | -- | -------------------------------- | -- | -------------------------------- |
| 11 | Mishima-shuku (三島宿), Mishima    | 12 | Numazu-juku (沼津宿), Numazu     | 13 | Hara-juku (原宿), Numazu         |
| 14 | Yoshiwara-juku (吉原宿), Fuji      | 15 | Kanbara-juku (蒲原宿), Shizuoka  | 16 | Yui-shuku (由比宿), Yui          |
| 17 | Okitsu-juku (興津宿), Shizuoka     | 18 | Ejiri-juku (江尻宿), Shizuoka    | 19 | Fuchū-shuku (府中宿), Aoi-ku     |
| 20 | Mariko-juku (鞠子宿), Shizuoka     | 21 | Okabe-juku (岡部宿), Okabe       | 22 | Fujieda-juku ((藤枝宿), Fujieda  |
| 23 | Shimada-juku (島田宿), Shimada     | 24 | Kanaya-juku (金谷宿), Shimada    | 25 | Nissaka-shuku (日坂宿), Kakegawa |
| 26 | Kakegawa-juku (鞠子宿), Kakegawa   | 27 | Fukuroi-juku (袋井宿), Fukuroi   | 28 | Mitsuke-juku ((見附宿), Iwata    |
| 29 | Hamamatsu-juku (浜松宿), Hamamatsu | 30 | Maisaka-juku (舞阪宿), Hamamatsu | 31 | Arai-juku (新居宿), Arai         |
| 32 | Shirasuka-juku (白須賀宿), Kosai   |    |                                  |    |                                  |

### Aichi prefektur
| Nr | Stationsnamn                      | Nr | Stationsnamn                     | Nr | Stationsnamn                    |
| -- | --------------------------------- | -- | -------------------------------- | -- | ------------------------------- |
| 33 | Futagawa-juku (二川宿), Toyohashi | 34 | Yoshida-juku (吉田宿), Toyohashi | 35 | Goyu-shuku (御油宿), Toyokawa   |
| 36 | Akasaka-juku (赤坂宿), Otowa      | 37 | Fujikawa-shuku (藤川宿), Okazaki | 38 | Okazaki-shuku (岡崎宿), Okazaki |
| 39 | Chiryū-juku (池鯉鮒宿), Chiryu    | 40 | Narumi-juku (鳴海宿), Midori-ku  | 41 | Miya-juku (宮宿), Atsuta-ku     |

### Mie prefektur
| Nr | Stationsnamn                              | Nr | Stationsnamn                             | Nr | Stationsnamn                        |
| -- | ----------------------------------------- | -- | ---------------------------------------- | -- | ----------------------------------- |
| 42 | Kuwana-juku (桑名宿), Kuwana-shi          | 43 | Yokkaichi-juku (四日市宿), Yokkaichi-shi | 44 | Ishiyakushi-juku (石薬師宿), Suzuka |
| 45 | Shōno-juku (庄野宿), Suzuka               | 46 | Kameyama-juku (亀山宿), Kameyama-shi     | 47 | Seki-juku (関宿), Kameyama-shi      |
| 48 | Sakanoshita-juku (坂ノ下宿), Kameyama-shi | .  | .                                        | .  |                                     |

### Shiga prefektur
| Nr | Stationsnamn                       | Nr | Stationsnamn                      | Nr | Stationsnamn                    |
| -- | ---------------------------------- | -- | --------------------------------- | -- | ------------------------------- |
| 49 | Tsuchiyama-juku (土山宿), Kōka-shi | 50 | Minakuchi-juku (水口宿), Kōka-shi | 51 | Ishibe-juku (石部宿), Konan-shi |
| 52 | Kusatsu-juku (草津宿), Kusatsu-shi | 53 | Ōtsu-juku (大津宿), Ōtsu-shi      | .  | .                               |

### Kyoto prefektur
| Nr | Stationsnamn                   | Nr | Stationsnamn | Nr | Stationsnamn |
| -- | ------------------------------ | -- | ------------ | -- | ------------ |
| X  | Sanjō Ōhashi (三条大橋), Kyoto | .  | .            | .  |              |

## Historia
Byggandet av färdlederna påbörjades 1603 under shogunen Tokugawa Ieyasu, den förste shogunen av Tokugawaklanen, och upphöjdes till riksväg av hans ättling Tokugawa Ietsuna. Vägen ökade snart i betydelse då den nya lagstiftningen (sankin kōtai, "regelbunden närvaro") bland annat tvingade länsherrarna (daimyōerna) till regelbundna besök i Edo. Tōkaidō blev den mest använda vägen.
Stationen Hakone-juku i Hakone hade särskild betydelse då den även var gränsstation mellan regionerna Kanto och Kansai.
1619 utökades vägen och förlängdes till Osaka.
1687 färdades haikupoeten Matsuo Bashō längs hela leden och han skrev senare en bok om denna resa.
1832 reste ukiyo-ekonstnären Ando Hiroshige längs hela leden och åren 1833 till 1834 skapade han  träsnitt av varje enskilt station som blev till samlingen Tōkaidō gojūsan tsugi, Hiroshiges mest kända verk.
Den 1 oktober 1964 öppnades Tokaido Shinkansen som döptes till minne av färdleden.
Även riksväg 1 mellan Tokyo och Ōsaka kallas idag Tōkaidō.  